# Dysphania cuprina
Dysphania cuprina là một loài bướm đêm trong họ Geometridae.